# کیت کریستیانسن
کیت کریستیانسن (انگلیسی: Keith Christiansen; ۱۴ ژوئیهٔ ۱۹۴۴ – ۵ نوامبر ۲۰۱۸) بازیکن هاکی روی یخ اهل ایالات متحده آمریکا بود.